# Higginsium
Genre
Higginsium est un genre de kinorhynches de la famille des Pycnophyidae.

## Liste des espèces
Selon Sánchez, Yamasaki, Pardos, Sørensen et Martínez en 2016 :
- Higginsium cataphractum (Higgins, 1961)
- Higginsium dolichurum (Sánchez, Pardos, Herranz & Benito, 2011)
- Higginsium erismatum (Higgins, 1983)
- Higginsium trisetosum (Higgins, 1983)

## Étymologie
Ce genre est nommé en l'honneur de Robert P. Higgins.

## Publication originale
- Sánchez, Yamasaki, Pardos, Sørensen & Martínez, 2016 : Morphology disentangles the systematics of a ubiquitous but elusive meiofaunal group (Kinorhyncha: Pycnophyidae). Cladistics, vol. 32, no 5, p. 479-505.